# Basia (cykl książek)
Basia – cykl książek dla dzieci autorstwa Zofii Staneckiej z ilustracjami Marianny Oklejak publikowany przez wydawnictwo Egmont. Książki z tego cyklu ukazują się od 2008 roku. Każda z nich opowiada odrębną historię z życia głównej bohaterki.
Tematem cyklu są perypetie kilkuletniej dziewczynki o imieniu Basia. Basia mieszka w Polsce. Ma rodziców – ojca, który jest lekarzem, i mamę pracującą zdalnie. Jej rodzeństwem są dwaj bracia – starszy Janek i młodszy Franek. Ma też żółwia, a jej ulubioną zabawką jest pluszak Misiek Zdzisiek.  
Na podstawie serii książek powstał serial animowany Basia (2017). 

## Tytuły książek
- Basia i biwak
- Basia i urodziny w muzeum
- Basia i moda
- Basia i telefon
- Basia i telewizor
- Basia i Dziadkowie
- Basia i dentysta
- Basia i słodycze
- Basia i plac zabaw
- Basia i podróż
- Basia i gotowanie
- Basia i opiekunka
- Basia i kolega z Haiti
- Basia i taniec
- Basia i bałagan
- Basia i Boże Narodzenie
- Basia i nowy braciszek
- Basia i przedszkole
- Basia i narty
- Basia i piłka nożna
- Basia i wyprawa do lasu
- Basia i remont
- Basia i basen
- Basia i biblioteka
- Basia i wolność
- Basia i mama w pracy
- Basia i pieniądze
- Basia i zwierzaki
- Basia i upał w ZOO
- Basia i alergia
- Basia i kask (seria Czytam sobie)